# Laura Haefeli
Laura Haefeli, née Schweitzer le 15 octobre 1967 à Rising Sun, est une coureuse de fond américaine spécialisée en course en montagne et en biathlon d'été. Elle est championne NACAC de course en montagne 2005 et a remporté la médaille de bronze au Trophée mondial de course en montagne 2007.

## Biographie
Elle commence la compétition avec sa sœur jumelle Ann en biathlon d'été. Elle remporte sept titres de championne des États-Unis entre 1990 et 2003.
En 2004, elle s'essaie à la course en montagne. Elle prend part à sa première course à Vail juste pour se tester. Elle termine deuxième de la course derrière la Mexicaine Zoila Gomez et devient la première championne des États-Unis de trail 10K,. Elle remporte ensuite la course de côte de Vail (mais hors championnats NACAC). Elle est sélectionnée pour le Trophée mondial où elle termine 15e et décroche le bronze par équipes.
Le 4 juin 2005, elle termine troisième de la course de printemps de Vail, derrière Anna Pichrtová et Melissa Moon. En tant que première athlète américaine, Laura remporte son second titre de championne des États-Unis de trail 10K et remporte également le titre de championne championne NACAC de course en montagne.
Lors du Trophée mondial de course en montagne 2007 à Ovronnaz, elle termine troisième derrière Anna Pichrtová et Andrea Mayr. Elle devient ainsi la première athlète américaine médaillée des championnats du monde de course en montagne. Elle remporte de plus la médaille d'or par équipes avec Chris Lundy et Rachael Cuellar.
Le 28 juin 2009, elle termine troisième de la course de côte de Cranmore, comptant à la fois comme championnats NACAC et championnats des États-Unis de course en montagne. Elle décroche donc deux médailles de bronze.
En 2018, elle est admise au  Colorado Running Hall of Fame.

## Palmarès en biathlon d'été

### Championnats des États-Unis
- en 1990, 1994, 1998, 2000, 2001, 2002, 2003
- en 1991, 1992, 1996

## Palmarès en course en montagne
| no  | féminin            | Course                                   | Longueur | Départ            | Temps           |
| --- | ------------------ | ---------------------------------------- | -------- | ----------------- | --------------- |
| 2e  | Médaille d'or      | Championnats des États-Unis de trail 10K | 10 km    | 5 juin 2004       | 51 min 55 s     |
| 49e | Médaille de bronze | Course du Mont Washington                | 12,23 km | 19 juin 2004      | 1 h 17 min 42 s |
| 36e | Médaille d'argent  | Course de côte de Vail                   | 12,23 km | 4 juillet 2004    | 57 min 32 s     |
| 3e  | Médaille d'or      | Championnats NACAC de course en montagne | 10 km    | 4 juin 2005       | 55 min 1 s      |
| 8e  | 8e                 | Trophée mondial de course en montagne    | 9,1 km   | 25 septembre 2005 | 43 min 38 s     |
| 37e | Médaille de bronze | Course du Mont Washington                | 12,23 km | 17 juin 2006      | 1 h 17 min 42 s |
| 3e  | Médaille de bronze | Trophée mondial de course en montagne    | 8,3 km   | 15 septembre 2007 | 41 min 20 s     |
| 50e | Médaille de bronze | Course du Mont Washington                | 12,23 km | 21 juin 2008      | 1 h 13 min 34 s |
| 1re | Médaille d'or      | Championnats des États-Unis de trail 10K | 8,8 km   | 29 juin 2008      | 45 min 16 s     |
| 13e | Médaille d'or      | Course de montagne du Barr Trail         | 20,3 km  | 13 juillet 2008   | 1 h 50 min 48 s |
| 3e  | Médaille de bronze | Championnats NACAC de course en montagne | 11 km    | 28 juin 2009      | 58 min 15 s     |
| 22e | Médaille d'argent  | Course de montagne du Barr Trail         | 20,3 km  | 18 juillet 2010   | 1 h 50 min 32 s |
| 50e | Médaille d'or      | Course du Mont Washington                | 12,23 km | 15 juin 2013      | 1 h 18 min 5 s  |
| 14e | Médaille d'or      | Course de montagne du Barr Trail         | 20,3 km  | 19 juillet 2013   | 1 h 56 min 56 s |
| 40e | Médaille de bronze | Course du Mont Washington                | 12,23 km | 20 juin 2015      | 1 h 17 min 0 s  |
| 15e | Médaille de bronze | Broken Arrow Vertical Kilometer          | 5 km     | 16 juin 2017      | 54 min 43 s     |